# Quận Bay, Florida
Quận Bay là một quận thuộc tiểu bang Florida, Hoa Kỳ. Quận lỵ đóng ở Panama City6. 
Dân số theo điều tra năm 2010 của Cục điều tra dân số Hoa Kỳ là 168852 người.

## Địa lý
Theo Cục điều tra dân số Hoa Kỳ, quận này có diện tích 2680 km2, trong đó có 710 km2 là diện tích mặt nước.

## Lịch sử
Vào ngày 12 tháng 2 năm 1913, đại diện từ 5 thị trấn trên Vịnh St. Andrews đã gặp nhau tại thành phố Panama để chọn tên cho một quận mới được đề xuất. Cái tên Bay đã được chọn vì nó là thỏa đáng cho đa số công dân và là mô tả về lãnh thổ mà sẽ được bao gồm. Vào ngày 1 tháng 7 năm 1913, Hạt Bay được tạo thành bởi Bộ Lập Pháp từ các quận hạt của Washington, Calhoun và Walton.
Đó là địa chỉ của Gideon v. Wainwright, đã cho tất cả những người bị buộc tội là một tội phạm có quyền một luật sư.